# Alexandre Novellas i Vidal
Alexandre Novellas i Vidal (Barcelona, 22 d'agost de 1830 - 9 d'octubre de 1910), fou un doctor en Dret civil i canònic, catedràtic de matemàtiques i mecànica industrial català.
Fou catedràtic de matemàtiques als instituts de Lleida i de Figueres i de mecànica industrial a l'institut de Barcelona, del que fou director. Els instituts es van crear el 1857 i fins a l'any 1929 a Barcelona només hi havia un institut.
Fill del matemàtic i astrònom i catedràtic de l'Escola de Nàutica de la Junta de Comerç Onofre Jaume Novellas i Alavau (1787-1849) i d'Eulàlia Vidal i Sisternas, pare de l'escriptor i poeta català, Jaume Novellas i de Molins (1865-1939) i avi de l'arquitecte Jordi Tell i Novellas (1907-1991).